# Fender Telecaster
La Fender Telecaster és una guitarra elèctrica de cos massís mundialment coneguda, anomenada "la pala" als seus començaments, per la seva semblança a una pala llevaneu. Es caracteritza per la simplicitat en el seu disseny i pel so que s'obté de les seves dues pastilles de bobinatge simple o single coil, que apareixen en la immensa majoria dels seus models en lloc de les de bobinatge doble o humbuckers que van aparèixer posteriorment en altres guitarres. L'esmentat so es considera especialment adequat per a la guitarra rítmica, encara que s'utilitza igualment en el soft rock, al rock dels 60 o al punk i la new wave; però sobretot és la guitarra elèctrica per excel·lència per a la música country.

## Història
El 1950 Leo Fender va crear la primera guitarra elèctrica de cos massís anomenada Esquire, amb el mateix disseny que posteriorment tindria la Fender Telecaster, però amb una sola pastilla simple en la posició del pont. Tanmateix, l'Esquire ja incorporava la cavitat per a una pastilla suplementària: Fender emprava el mateix cos per a ambdós models.
El 1951, va decidir crear una nova versió de dues pastilles: al principi s'anomenaria Broadcaster en honor de les emissores de ràdio, per llavors el major mitjà de difusió de la música. Però per problemes de patent amb Gretsch, que comercialitzava una bateria anomenada Broadkaster, el 1952 el nom va ser modificat finalment pel de Telecaster, aquesta vegada en honor de la televisió.
Com a curiositat, tot i que el nom de Telecaster no ha canviat amb els anys, sí hi ha una sèrie de guitarres d'aquest model coneguda com a "No Caster". Quan Fender va veure que havia de cambiar el nom de Broadcaster per Telecaster, un treballador de la fàbrica va començar a esborrar el nom Broadcaster de les guitarres que sortien de fàbrica. Així van aparèixer les No Caster, que avui dia són peça de col·leccionisme. Es calcula que n'hi ha unes 400-500 per tot el món.
El cos de la Telecaster se sol construir en freixe. El pal és d'auró o acàcia rosa i va cargolat al cos de la guitarra, en lloc d'anar encolat tal com es feia tradicionalment fins llavors. En no existir un diapasó com a peça separada del pal, no podia portar inserida una ànima d'acer que estabilitzés aquest; al seu lloc es va incrustar al revers del pal una tira de fusta. La intenció inicial d'aquest disseny era crear una guitarra de producció relativament barata, acoblament fàcil i senzilla a l'hora de realitzar millores o reparaciones.
Però també li presta certes qualitats úniques en el timbre. Aquest és agut i ple en harmònics, amb molt bona definició en els acords, i molt percusiu, una mica del que es van beneficiar molts guitarristes de country i pioners del rock and roll com James Burton. que va popularitzar la tècnica del chicken picking en aquest instrument. El seu so característic ve donat en gran part pel seu disseny, el timbre de la fusta i les selletes del pont, que poden ser d'acer o de llautó o una combinació d'ambdós materials. Aquest element i la pastilla que l'acompanya surten de fàbrica amb una peça a tall de tapa que els guitarristes solen retirar per considerar-lo incòmode i que rep el malnom de «cendrer», la qual cosa dona idea del seu ús alternatiu. El so rasquejant es defineix com a «twang», acampanat i ric, i és el model preferit per nombrosos guitarristes rítmics.
Una bona definició de la Telecaster és: «un tauló, un bat de beisbol, sis cordes i els cargols necessaris perquè tot es mantingui unit», el que dona idea de la senzillesa d'aquest model, la qual cosa unit al seu inconfusible so l'ha convertit en una guitarra mítica. Tanmateix, aquesta radical ruptura amb la tradició de la luthieria clàssica li va valer al principi no poques comparacions despectives, des de la d'un rem de canoa a la d'una pala llevaneu.

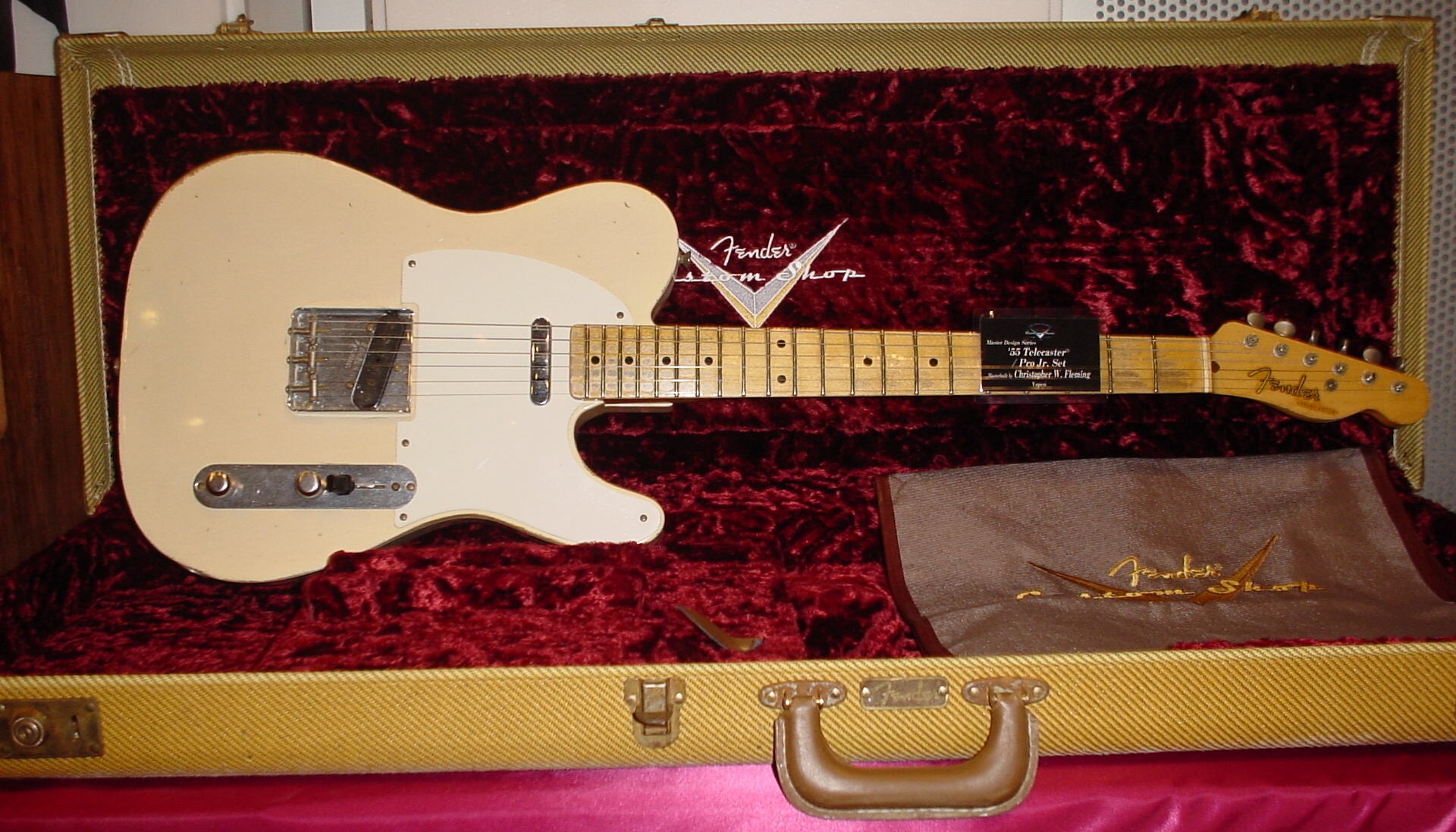
Un dels primers models de Fender Telecaster, de 1955.

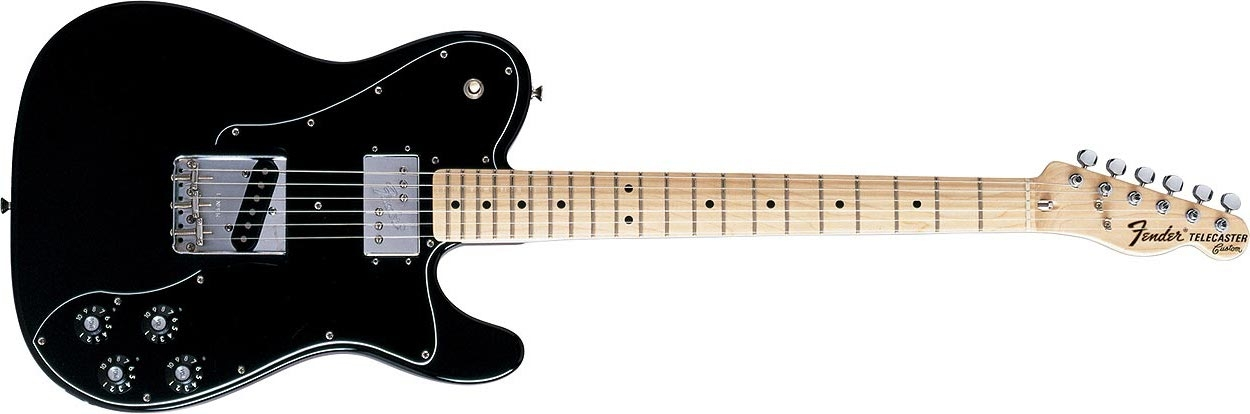
Fender Telecaster Custom reedició '72

### Anys posteriors

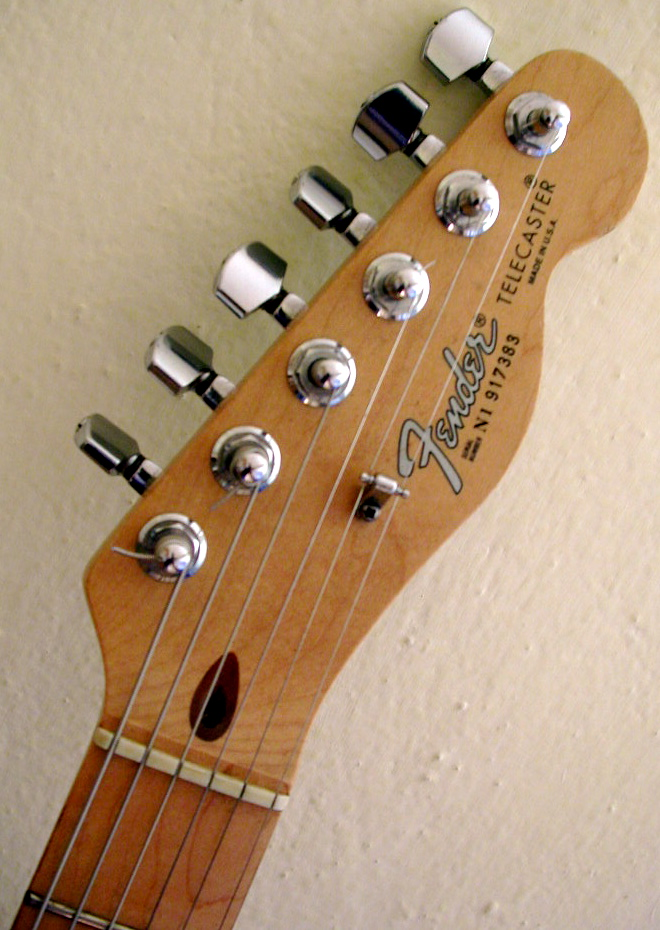
Detall del claviller Fender, en una Telecaster de 1991.

A la llarga de la seva evolució, la Fender Telecaster només ha experimentat petits canvis en el seu disseny. Durant la dècada dels 50 va afectar sobretot els tints de l'acabat. i a la substitució del colpejador original de baquelita negra per un altre de plàstic blanc el 1954. Un nou model Custom, el 1958 va incorporar també un diapasó de palissandre i en va augmentar de cinc fins a vuit el nombre de cargols que subjectaven el colpejador.
Les pastilles van ser també lleument modificades a partir de 1954 -malgrat que les originals tenien una excel·lent qualitat de so, i són molt apreciades pels puristes-, introduint uns captores de nivell variable amb un so més agut.
A finals dels 60 es van presentar dos models Thinline o de cos semimassís, similar en concepte al de la Gibson ES-335. El 1972 es van introduir els models Deluxe amb pastilles de bobinatge doble o humbuckers, i controls similars als d'una Gibson Les Paul. Clarence White, guitarrista de The Byrds, i Gene Parsons van inspirar el disseny d'un mecanisme, el B-bender, que permetia pujar l'afinació de la segona corda, apropant el timbre de la guitarra al d'un lap steel, molt apropiat per al country.
Tanmateix, l'element que més modificacions ha sofert al llarg de l'existència de la Telecaster ha estat el claviller, protegit per una patent exclusiva de Fender, i el particular de la qual disseny serveix de fet, junt amb l'estil i la tipografia del logotip que en ell apareix, per "datar" l'instrument. En especial, els models produïts entre 1968 i 1995 s'identifiquen pel conegut com "logo Cbs" -característics pel disseny en negre amb una tira daurada, no perquè apareguin les sigles d'aquesta companyia: El 1965, Leo Fender va vendre la seva empresa a la multinacional Columbia Broadcasting System i, encara que va romandre un temps com consultor, la va abandonar definitivament el 1968, data en la qual la qualitat dels instruments va experimentar un progressiu declivi.

## Usuaris destacats

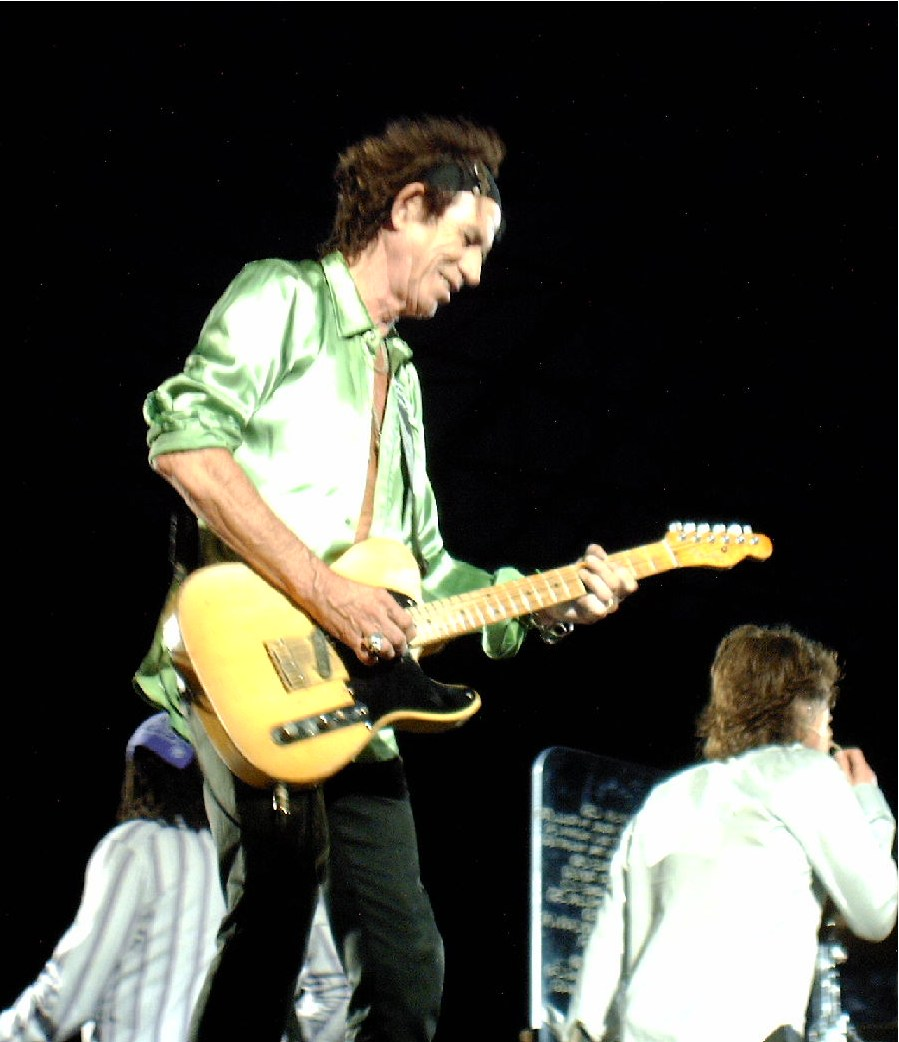
Keith Richards usant una Telecaster en una actuació a Hannover, 2006.

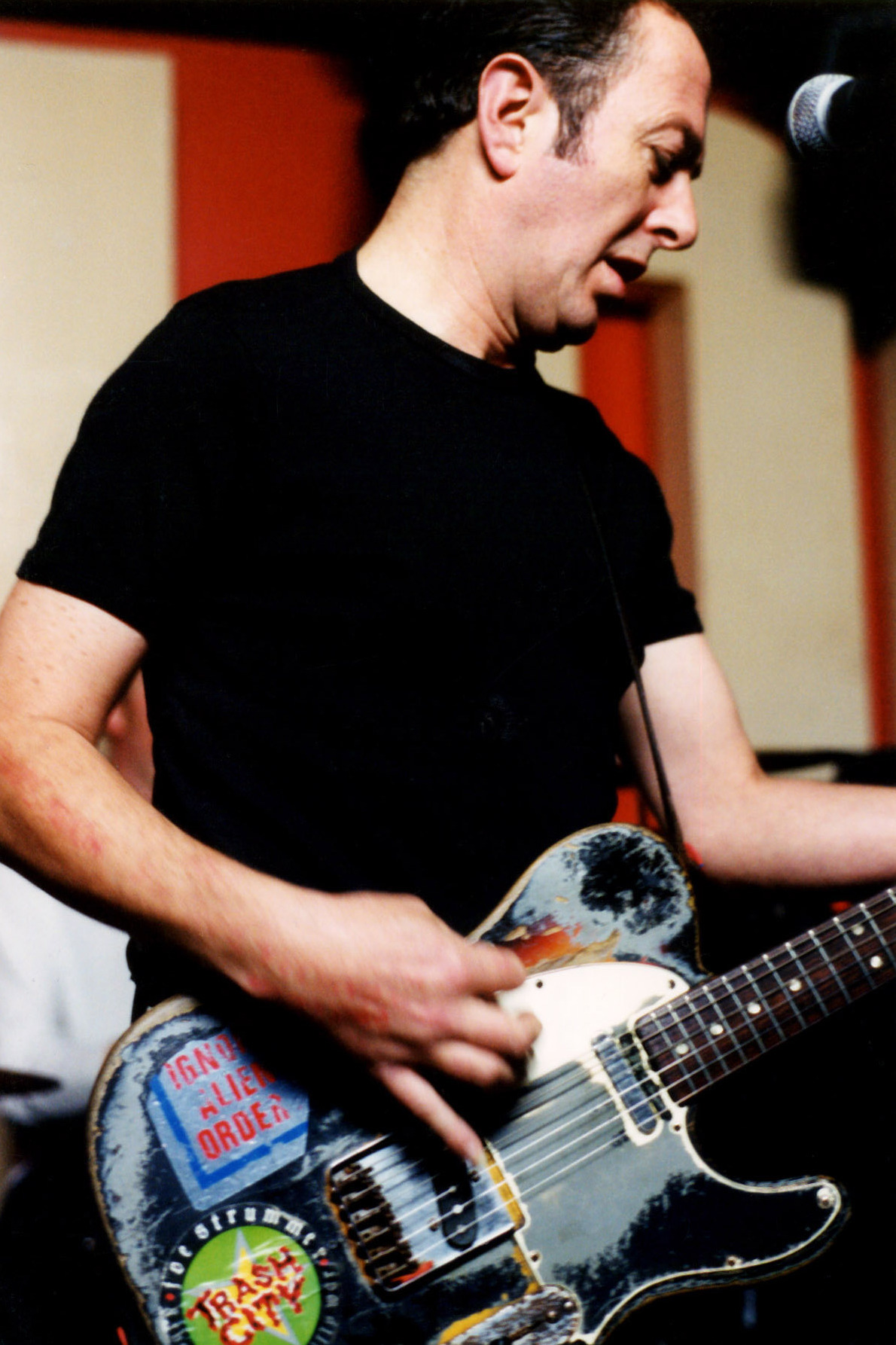
Joe Strummer durant un concert, amb una Fender Telecaster.

Entre els guitarristes que han popularitzat la Fender Telecaster destaquen músics com Keith Richards de Rolling Stones, Bob Dylan, James Burton, Muddy Waters, George Harrison, Pete Townshend de The Who -amb la qual duia a terme els espectaculars molinets que li van fer cèlebre-, Albert Collins -de fet conegut al món del blues com "l'amo de la Telecaster"-, Jeff Beck, Marc Bolan de T.rex o Syd Barrett de Pink Floyd -amb un model Custom de motius psicodèlics- en els primers temps; i més tard Bruce Springsteen, Joe Strummer de The Clash, Andy Summers de The Police, Chrissie Hynde de The Pretenders o Wilko Johnson de Dr. Feelgood.
Alguns d'altres han utilitzat en algun moment especial u Telecaster, com Jimmy Page de Led Zeppelin -que usava un model de 1964 en els seus primers temps-, David Gilmour de Pink Floyd, Brian May i Freddie Mercury de Queen -per a la cançó "Crazy Little Thing Called Love"-, Mike Oldfield- en l'enregistrament de totes les pistes de guitarra de Tubular Bells -, Steve Howe a l'àlbum Relayer de Yes, Izzy Stradlin a l'àlbum Usi Your Illusion de Guns N' Roses, o Billie Joe Armstrong de Green Day -usa una Telecaster en el video de «Nice Guys Finish Last», del disc Nimrod-.
Dins del rock, són habituals de la Fender Telecaster els músics Francis Rossi de Status Quo, Jonny Buckland de Coldplay, Gustavo Cerati de Soda Stereo i després com a solista, Jonny Greenwood de Radiohead, Chris Cornell de Soundgarden i Audioslave -és seguidor de Syd Barret-, Graham Coxon de Blur -un model de 1952-, Jonny Greenwood de Radiohead, James Root de Slipknot, Michael "olga" Algar de Toy Dolls, L'hefe de Nofx, Deryck Whibley de Sum 41, Nicholaus Arson de The Hives, John 5 de Marilyn Manson i després solista -amb un model propi-, Richie Kotzen -un model Tlr-Tlr-155Rk amb humbuckers DiMarzio-, Danny Jones de Mcfly, Trace Cyrus de Metre Station, Jim Adkins de Jimmy Eat World o Fito Cabrales -una Telecaster Plus Deluxe 1997. Al món del jazz, Roy Buchanan o Mike Stern. I en el country, Albert Leo o Vince Gill.
Amb certa freqüència l'han emprat The Edge de U2 -en lloc del seu Gibson Explorer-, Kurt Cobain de Nirvana -en comptes de les seves preferides Fender Mustang i Fender Jaguar, John Frusciante de Red Hot Chili Peppers -més habituat a la Stratocaster-, Stone Gossard, Mike Mccready i Eddie Vedder de Pearl Jam o Tom Morello de Rage Against The Machine i Audioslave.
Meat Loaf, en el tema «Wasted Youth», diu recordar com amb tot just disset anys va matar "un noi amb una guitarra Fender", encara que "no recordo si era una Telecaster o una Stradacaster (sic)".